# Cyanophosphate de diéthyle
Le cyanophosphate de diéthyle est un composé organique de formule semi-développée (CH3CH2O)2P(O)CN.
C'est un réactif chimique polyvalent utilisé dans de nombreux types de réactions chimiques, par exemple :
- réactif de couplage dans la synthèse de peptides[6];
- réactif pour la phosphorylation de phénol[7];
- agent d'activation d'acide carboxylique[8],[3].

Il réagit sur les aldéhydes et les cétones dans une réaction de Strecker en présence d'amines ou d'ammoniac pour donner des α-amino nitriles avec de bons rendements.

## Sécurité
Ce composé toxique est sensible à l'humidité.